# Sävtjärnarna, Värmland
Sävtjärnarna är en sjö i Filipstads kommun i Värmland och ingår i Göta älvs huvudavrinningsområde.